# الموضوعات من الأحاديث المرفوعات
الموضوعات من الأحاديث المرفوعات هو كتاب من كتب الحديث، ألفه الحافظ ابن الجوزي (508 هـ - 597 هـ)، يقع الكتاب في نحو مجلدين، ومنهم من قال في أربع مجلدات، ويعتبر الكتاب قيم في بابه ويتحتوى على جملة من الأحاديث المكذوبة والموضوعة على النبي صلى الله عليه وسلم ، طبع الكتاب بالمكتبة السلفية بالمدينة المنورة عام 1966 في ثلاث مجلدات، وطبع أيضا في صور في دار الفكر بيروت، ثم في دار الكتب العلمية 1995 في مجلدين، وقد لخص كتاب الموضوعات من الأحاديث المرفوعات الحافظ الذهبي، فحذف أسانيد الأحاديث والمكررات، وطبع في دار الكتب العلمية 1994، وعدد أحاديثه 1172 حديثا، وفي دار الرشد الرياض عام 1419 هـ.

## مؤلفات فيه
- للحافظ ضياء الدين محمد بن عبد الواحد المقدسي كتاب أسماه أطراف الموضوعات لابن الجوزي، وقد ذكره ابن رجب في طبقاته، وقال: في جزأين.
- للحافظ ابن حجر تعليق على الموضوعات من الأحاديث المرفوعات، وقد ذكره السخاوي في كتابه الجواهر والدرر وقال: لم يكمل.
- للشيخ مسفر بن غرم الله الدميني كتاب أسماه مقاييس ابن الجوزي في نقد متون السنة من خلال كتابه الموضوعات، طبع في دار المدني عام 1405.